# 駒木秀人
駒木 秀人（こまき しゅうと、2000年5月20日 - ）は、熊本県出身のサッカー選手。ポジションはFW。

## クラブ歴
ソレッソ熊本U-12、U-15からロアッソ熊本U-18を経て九州産業大学に進学した。
2023年1月7日にシンガポールプレミアリーグ所属のアルビレックス新潟シンガポールへの加入が発表された。2月19日のシンガポール・チャリティーシールドで先発出場して選手初出場を記録した。
2024年2月10日にフィリピン・フットボールリーグ所属のカヤFCに完全移籍した。